# Phoradendron leucarpum
Phoradendron leucarpum är en sandelträdsväxtart som först beskrevs av Constantine Samuel Rafinesque, och fick sitt nu gällande namn av James Lauritz Reveal och M.C. Johnston. Phoradendron leucarpum ingår i släktet Phoradendron och familjen sandelträdsväxter.

## Underarter
Arten delas in i följande underarter:
- P. l. angustifolium
- P. l. leucarpum
- P. l. macrophyllum
- P. l. tomentosum